# Садова вулиця (Київ, Деснянський район)
Садо́ва ву́лиця — вулиця в Деснянському районі міста Києва, селище Троєщина. Пролягає від вулиці Радосинської до вулиці Митрополита Володимира Сабодана.